# Şanlıurfa (province)
Pour la capitale, voir Şanlıurfa.
La province de Şanlıurfa est une des 81 provinces (en turc : il, au singulier, et iller au pluriel) de la Turquie.
Sa préfecture (en turc : valiliği) se trouve dans la ville éponyme de Şanlıurfa.

## Géographie
Sa superficie est de 18 584 km2.

## Population
Au recensement de 2000, la province était peuplée d'environ 1 436 956  habitants, soit une densité de population d'environ 77 hab./km2.
| 2000      | 2001      | 2002      | 2003      | 2004      | 2005      | 2006      |
| --------- | --------- | --------- | --------- | --------- | --------- | --------- |
| 1 257 753 | 1 294 842 | 1 330 964 | 1 367 305 | 1 404 961 | 1 443 639 | 1 483 244 |

| 2007      | 2008      | 2009      | 2010      | 2011      | 2012      | 2013      |
| --------- | --------- | --------- | --------- | --------- | --------- | --------- |
| 1 523 099 | 1 574 224 | 1 613 737 | 1 663 371 | 1 716 254 | 1 762 075 | 1 801 980 |

| 2014      | 2015      | 2016      | 2017      | 2018      | 2019      | 2020      |
| --------- | --------- | --------- | --------- | --------- | --------- | --------- |
| 1 845 667 | 1 892 320 | 1 940 627 | 1 985 753 | 2 035 809 | 2 073 614 | 2 115 256 |

| 2021      | 2022      | 2023      | - | - | - | - |
| --------- | --------- | --------- | - | - | - | - |
| 2 143 020 | 2 170 110 | 2 213 964 | - | - | - | - |

## Administration
La province est administrée par un préfet (en turc : vali)

## Subdivisions
La province est divisée en 11 districts (en turc : ilçe, au singulier).
- Akçakale
- Birecik
- Bozova
- Ceylanpınar
- Halfeti
- Harran
- Hilvan
- Şanlıurfa
- Siverek
- Suruç
- Viranşehir